# حیدره بالا شهر
حیدره بالا شهر، روستایی از توابع بخش مرکزی شهرستان همدان در استان همدان ایران است.

## زبان
مردم این روستا به گویش فارسی همدانی سخن می‌گویند.